# Брызгалов, Андрей Николаевич
Андре́й Никола́евич Брызга́лов (19 октября [1 ноября] 1909, Колпино, Санкт-Петербургская губерния — 22 ноября 1962, Петрозаводск) — советский хозяйственный деятель, машиностроитель, директор Онежского машиностроительного и металлургического завода (1937—1941).

## Биография
Родился в семье рабочего, в 1918 году семья переехала в Петрозаводск. В 1927 году окончил школу фабрично-заводского ученичества при Онегзаводе.
После окончания школы трудовую деятельность начал электромонтёром на электростанции Онегзавода, затем работал в бюро рационализации.
В 1932—1937 годах — бригадир, мастер, начальник энергоцеха завода. Избирался членом ЦИК X созыва Автономной Карельской ССР в 1935 году.
В 1937 году назначен на должность директора. После начала Советско-финской войны, в 1939 году завод получил срочное особо важное правительственное задание — изготовить фермы для мостов железнодорожной ветки Петрозаводск — Суоярви. За успешное выполнение этого задания, директор Брызгалов был награждён орденом Ленина.
В 1940 году был избран депутатом I созыва Верховного Совета Карело-Финской ССР.
В 1941—1944 годах — главный энергетик на эвакуированном под Красноярск заводе.
В 1944—1959 годах, после возвращения завода из эвакуации в Петрозаводск, работал главным инженером Онежского тракторного завода. В 1959—1961 годах — начальник энергоцеха.
Многие годы собирал материалы об истории завода, которые стали основой коллекции заводского музея.

## Сочинения
- За развитие парашютизма // Красная Карелия. — 1934, 28 июля.
- Онежский завод. — Петрозаводск, 1957. — 125 с.
- Потомственные онежцы. — Петрозаводск, 1960 (в соавторстве)